# Festival de Cinema de Animação de Annecy
O festival de cinema de animação de Annecy (Festival International du Film d'Animation d'Annecy) é um festival realizado anualmente na cidade de Annecy, na França, criado em 1960. É organizado pela Associação Internacional de Filmes de Animação (Association d'International du Film d'Animation).

## Vencedores do Cristal de longa-metragem
| Ano  | Filme (Título original)       | Diretor                            | País                              |  |
| ---- | ----------------------------- | ---------------------------------- | --------------------------------- |  |
| 1985 | Daliás idök                   | József Gémes                       | Hungria                           |  |
| 1987 | When the Wind Blows           | Jimmy T. Murakami                  | Reino Unido                       |  |
| 1989 | Něco z Alenky                 | Jan Švankmajer                     | Tchecoslováquia                   |  |
| 1991 | Robinson et compagnie         | Jacques Colombat                   | França                            |  |
| 1993 | Kurenai no buta (Porco Rosso) | Hayao Miyazaki                     | Japão                             |  |
| 1995 | Heisei tanuki gassen Pompoko  | Isao Takahata                      | Japão                             |  |
| 1997 | James and the Giant Peach     | Henry Selick                       | Estados Unidos                    |  |
| 1998 | I married a strange person!   | Bill Plympton                      | Estados Unidos                    |  |
| 1999 | Kirikou et la Sorcière        | Michel Ocelot                      | França                            |  |
| 2000 | Não houve prêmio              | -                                  | -                                 |  |
| 2001 | Mutant Aliens                 | Bill Plympton                      | Estados Unidos                    |  |
| 2002 | Mari Iyagi                    | Lee Sung-kang                      | Coreia do Sul                     |  |
| 2003 | My Life as McDull             | Toe Yuen                           | Hong Kong                         |  |
| 2004 | Oseam                         | Baek-Yeop Sung                     | Coreia do Sul                     |  |
| 2005 | Nyócker!                      | Aron Gauder                        | Hungria                           |  |
| 2006 | Renaissance                   | Christian Volckman                 | França / Reino Unido / Luxemburgo |  |
| 2007 | Slipp Jimmy fri               | Christopher Nielsen                | Noruega / Reino Unido             |  |
| 2008 | Sita Sings the Blues          | Nina Paley                         | Estados Unidos                    |  |
| 2009 | Mary and Max                  | Adam Elliot                        | Austrália                         |  |
|      | Coraline                      | Henry Selick                       | Estados Unidos                    |  |
| 2010 | Fantastic Mr. Fox             | Wes Anderson                       | Estados Unidos                    |  |
| 2011 | Le Chat du rabbin             | Joann Sfar et Antoine Delesvaux    | França                            |  |
| 2012 | Crulic - Drumul Spre Dincolo  | Anca Damian                        | Polónia / Roménia                 |  |
| 2013 | Uma História de Amor e Fúria  | Luiz Bolognesi                     | Brasil                            |  |
| 2014 | O Menino e o Mundo            | Alê Abreu                          | Brasil                            |  |
| 2015 | Avril et le Monde Truqué      | Christian Desmares e Franck Ekinci | França                            |  |
| 2016 | Ma vie de Courgette           | Claude Barras                      | França / Suíça                    |  |
| 2017 | Yoake tsugeru Rû no uta       | Masaaki Yuasa                      | Japão                             |  |
| 2018 | Funan                         | Denis Do                           | França / Bélgica                  |  |
| 2019 | J'ai perdu mon corps          | Jérémy Clapin                      | França                            |  |